# Église Saint-Nicolas de Prhovo
Pour les articles homonymes, voir Église Saint-Nicolas.
L'église Saint-Nicolas de Prhovo (en serbe cyrillique : Црква Светог Николе у Прхову ; en serbe latin : Crkva Svetog Nikole u Prhovu) est une église orthodoxe serbe située à Prhovo, dans la province de Voïvodine, dans le district de Syrmie et dans la municipalité de Pećinci en Serbie. Elle est inscrite sur la liste des monuments culturels de grande importance de la république de Serbie (identifiant no SK 1272).
L'église est dédiée à la Translation des reliques de saint Nicolas.

## Présentation
L'église de Prhovo a été construite entre 1804 et 1806, à l'emplacement d'une église plus ancienne mentionnée au milieu du XVIIIe siècle. Elle est constituée d'une nef unique prolongée par une abside demi-circulaire, la zone du chœur étant à peine marquée. La façade occidentale est dotée d'un portique avec quatre piliers et un passage voûté. Les façades sont rythmées horizontalement par la corniche qui court en-dessous du toit et, verticalement, par des pilastres aux chapiteaux moulurés et par des ouvertures et des niches arrondies surmontées d'un décor plastique répétitif qui conduit jusqu'à la corniche du toit. La façade occidentale est également ornée d'un fronton, brisé au niveau du clocher.

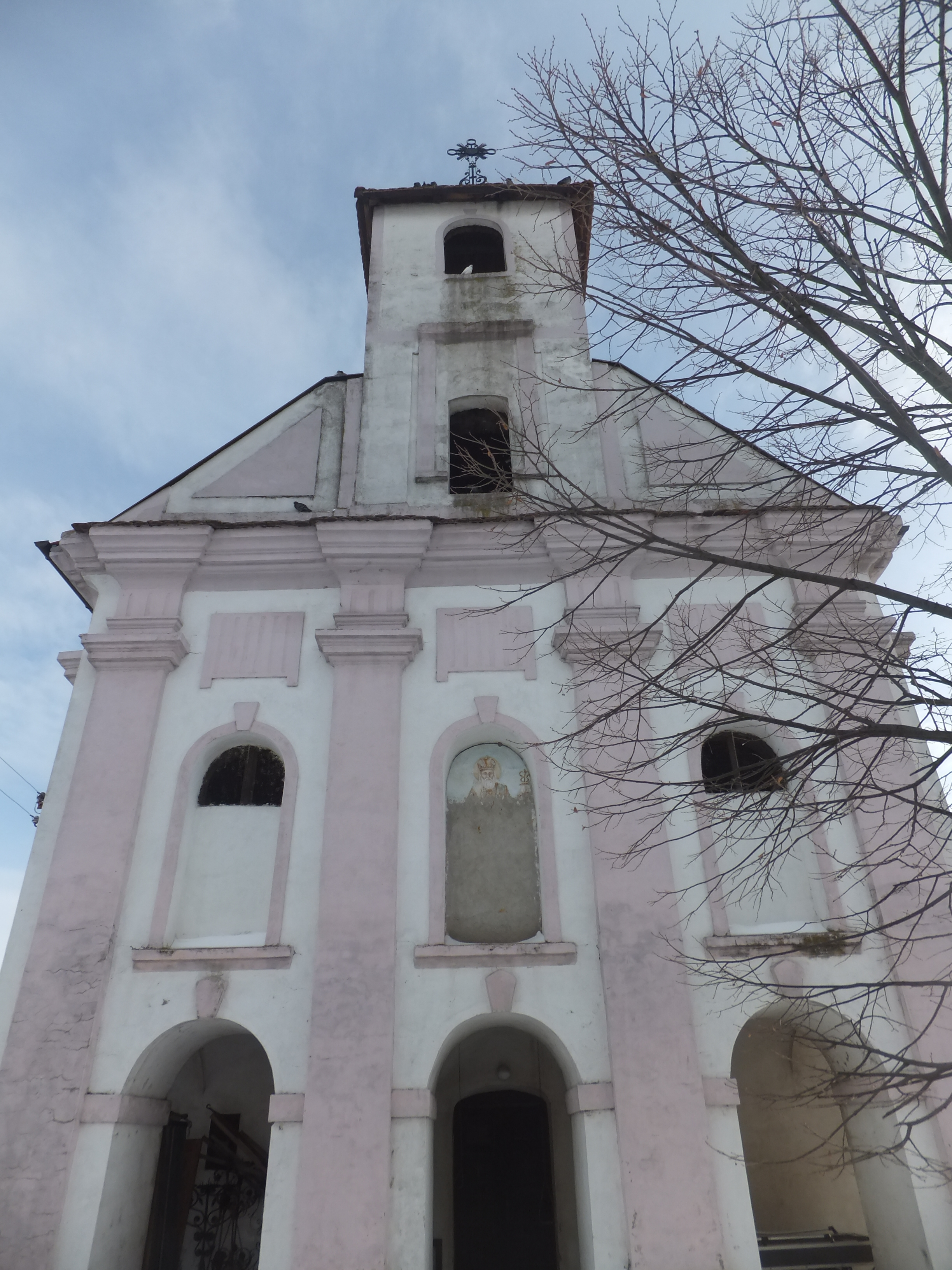
Détail de la façade

L'iconostase de l'ancienne église de Prhovo, peinte par Dimitrije Bačević, a orné l'église au début du XIXe siècle,. En 1832, elle a été remplacée par une nouvelle structure, réalisée par le sculpteur sur bois Pavle Bošnjaković, un élève du maître de Sremski Karlovci Marko Vujatović ; elle a été peinte par l'artiste roumain Georgije Bojer en 1840. Quelques icônes de l'iconostase de Bačević sont aujourd'hui conservées à la Galerie de la Matica srpska à Novi Sad,.

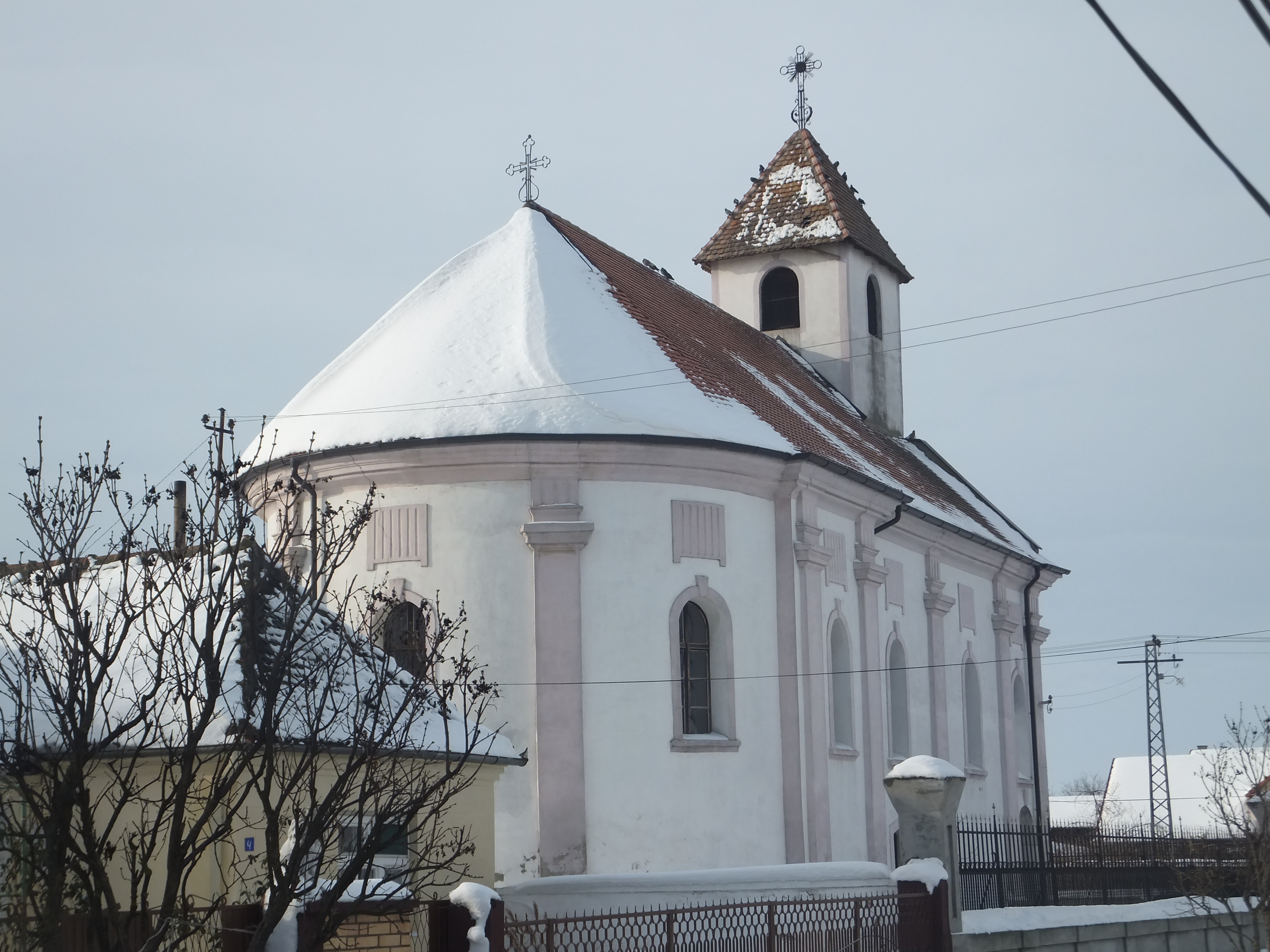
Le chevet de l'église